# Eid Mubarak
Nell'Islam, l'espressione Eid Mubarak (in arabo عيد مبارك‎?; in persiano/urdu عید مُبارک), comunemente "buona festa", è un augurio usato per le festività dell'Id al-adha e dell'Id al-fitr.
(Maometto)
Il primo giorno del mese di Shawwal, dopo l'interruzione del digiuno di Ramadan, si celebra l'Eid-ul-fitr: la festa per la fine del digiuno. Interamente dedicato ai festeggiamenti, l'Eid è un giorno di gioia, in cui si rende grazie ad Allah per aver concluso il digiuno, e per la partecipazione ai doni e alle grazie da Lui promesse (a patto di aver rispettato con fede il suo comandamento). Dopo questa preghiera, i musulmani si augurano l'un l'altro Eid Mubarak.
Questa formula augurale non è in uso in Turchia, ove è comune l'espressione Bayramin Mubarek olsun ('possano le tue festività essere benedette').
Nel 2001 gli Stati Uniti dedicarono un francobollo all'Eid, poi ristampato negli anni seguenti.